# EICAR
EICAR(European Institute for Computer Antivirus Research)은 추가적인 바이러스 예방 연구 및 바이러스 검사 소프트웨어 개발 개선을 목표로 하는 단체로서 1991년에 설립되었다. 최근에 EICAR은 컴퓨터 바이러스 외에도 악성 소프트웨어(맬웨어)의 연구를 포함하는 것으로 그 범위를 확장하였으며 콘텐츠 보안, 무선랜 보안, RFID, 정보 보안 경각심과 같은 기타 정보 보안 주제의 작업을 확장하였다. EICAR은 매년 대부분 국제 보안 콘퍼런스를 조직하기도 하며 그 외에 수많은 워킹 그룹이나 태스크 포스도 있다.

## 약어
"EICAR"은 European Institute for Computer Antivirus Research"의 준말이지만 이 단체는 더 이상 이 풀 타이틀을 사용하지 않으며 EICAR을 자체 대표명으로 간주하며 단순히 바이러스 예정 연구에 그치지 않고 더 폭넓은 IT 보안 작업으로 확장하였다.

## EICAR 테스트 파일
CARO(Computer AntiVirus Research Organization)와 연합하여 EICAR은 바이러스 예방 소프트웨어의 유효성을 테스트하기 위해 설계된, 무해한 실행 파일 문자열인 EICAR 테스트 파일에 대해 가장 저명한 편이다.